# مدیسونبرگ (پنسیلوانیا)
مدیسونبرگ (به انگلیسی: Madisonburg) یک منطقهٔ مسکونی در ایالات متحده آمریکا است که در شهرستان سنتر، پنسیلوانیا واقع شده‌است. مدیسونبرگ ۰٫۲۰ کیلومتر مربع مساحت و ۱۶۸ نفر جمعیت دارد و ۳۹۳٫۲ متر بالاتر از سطح دریا واقع شده‌است.